# Окръзи в Сърбия
Република Сърбия административно-териториално се подзразделя на 29 окръга и столичната административно-териториална единица Град Белград (включваща град Белград и други населени места), приравнена на окръг.

## Общи данни
Окръзите включват общо 150 общини, 26 града (общини). Столичният окръг и градовете (общини) могат да се делят на градски общини: в окръг Град Белград са 17 броя, в общините Град Крагуевац, Град Ниш – по 5 бр., в общините Град Враня, Град Нови Сад, Град Пожаревац – по 2 бр.
Административното деление на страната е уредено от Закона за териториалната организация, приет от Народната скупщина на Сърбия на 27 декември 2007 г.
В информация с резултатите от преброяването на населението в Сърбия през 2011 година Републиканската служба за статистика ползва термина „област“ вместо „окръг“ – например „Пиротска област“ вм. „Пиротски окръг“, а за столичната единица дава дублетна форма: „Белградска област (Град Белград)“

## Окръзи по области

### Войводина
1. Севернобачки окръг
2. Среднобанатски окръг
3. Севернобанатски окръг
4. Южнобанатски окръг
5. Западнобачки окръг
6. Южнобачки окръг
7. Сремски окръг

### Централна Сърбия
1. Белградски окръг
2. Мачвански окръг
3. Колубарски окръг
4. Подунавски окръг
5. Браничевски окръг
6. Шумадийски окръг
7. Поморавски окръг
8. Борски окръг
9. Зайчарски окръг
10. Златиборски окръг
11. Моравишки окръг
12. Рашки окръг
13. Расински окръг
14. Нишавски окръг
15. Топлички окръг
16. Пиротски окръг
17. Ябланишки окръг
18. Пчински окръг

### Косово и Метохия
1. Косовски окръг
2. Косовско-Митровски окръг
3. Косовско-Поморавски окръг
4. Печки окръг
5. Призренски окръг